# إيريك إريكسون
إيريك إريكسون (بالدنماركية:Erik Eriksen) هو سياسي دنماركي من مواليد 20 تشرين الثاني - نوفمبر من سنة 1902 إريكسون كان زعيم الحزب الليبرالي الدنماركي من عام 1950 إلى عام 1965 شغل إيريك إريكسون منصب رئيس وزراء الدنمارك ما بين عامي 1950 إلى عام 1953 توفي إيريك إريكسون في 7 تشرين الأول - أكتوبر من سنة 1972.

## روابط خارجية
- إيريك إريكسون على موقع مونزينجر (الألمانية)